# Hans-Walter-Wild-Stadion
 (mars 2025).
Le Hans-Walter-Wild-Stadion est un stade avec un terrain de football et une piste d'athlétisme situé à Bayreuth en Allemagne dont le club résident est le SpVgg Bayreuth. Le stade dispose d'une capacité de 21 500 places. 

## Histoire
Le stade est inauguré en 1967, il fait partie du parc des sports comprenant également une piscine couverte, un stade de hockey sur glace et la salle multi-fonction Oberfrankenhalle (de).
En 1974, le stade reçoit une tribune assisse et couverte, le club de football de la ville, le SpVgg Bayreuth, y dispute depuis ses matchs à domicile. Le premier match de football a lieu le 23 mai 1974 avec une rencontre SpVgg Bayreuth contre Kickers Offenbach.
En 2002, le stade est renommé en l'honneur de l'ancien maire de la ville, Hans Walter Wild (de) décédé un an plus tôt.
Le stade sert également de lieu de concert, comme Rod Stewart en 1991 ou Michael Jackson en 1992.